# Italia (Luftschiff)
Die Italia war ein halbstarres Luftschiff des italienischen Generals und Luftschiffkonstrukteurs Umberto Nobile. Die an der Unterseite durch ein metallisches Gitterwerk versteifte, ansonsten durch inneren Gasdruck in Form gehaltene Konstruktion entsprach weitgehend der des Vorgängerschiffs N-1 Norge.
Die Italia wurde 1928 für die  Nobile-Nordpol-Expedition fertiggestellt, auf der sie am 25. Mai 1928 im Eismeer havarierte und verloren ging. Neben ihrem Namen Italia trug sie die Bezeichnung N-4, wobei der Buchstabe N, analog zum Z bei den Zeppelinen, auf den Erbauer Nobile verwies.

## Geschichte

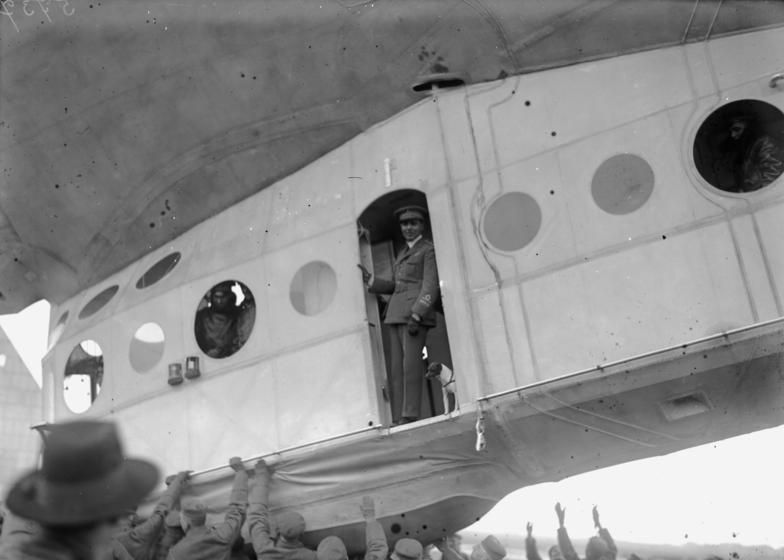
Umberto Nobile in der Tür der Italia

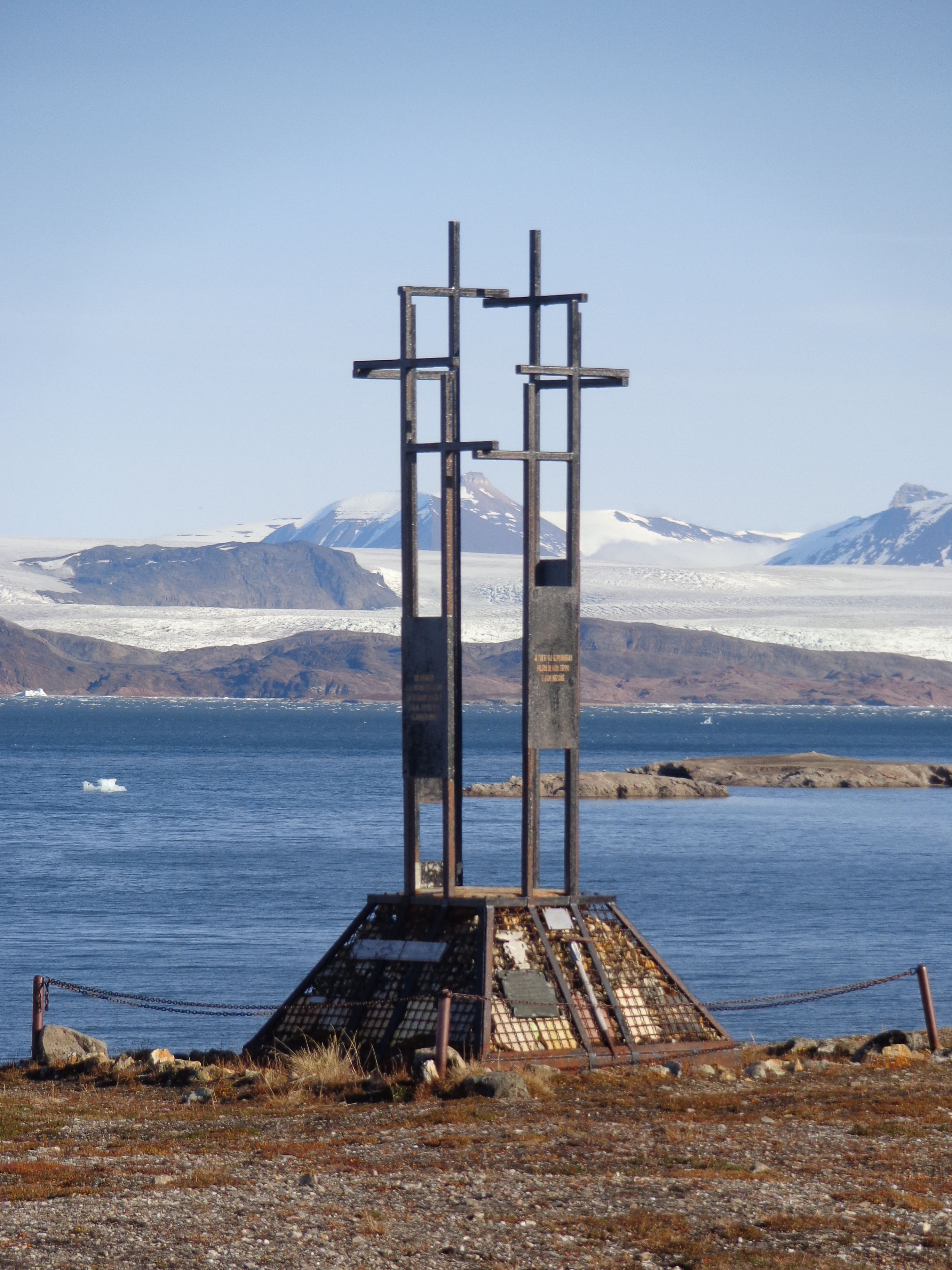
Denkmal für die Opfer des Unfalls der Italia in Ny-Ålesund

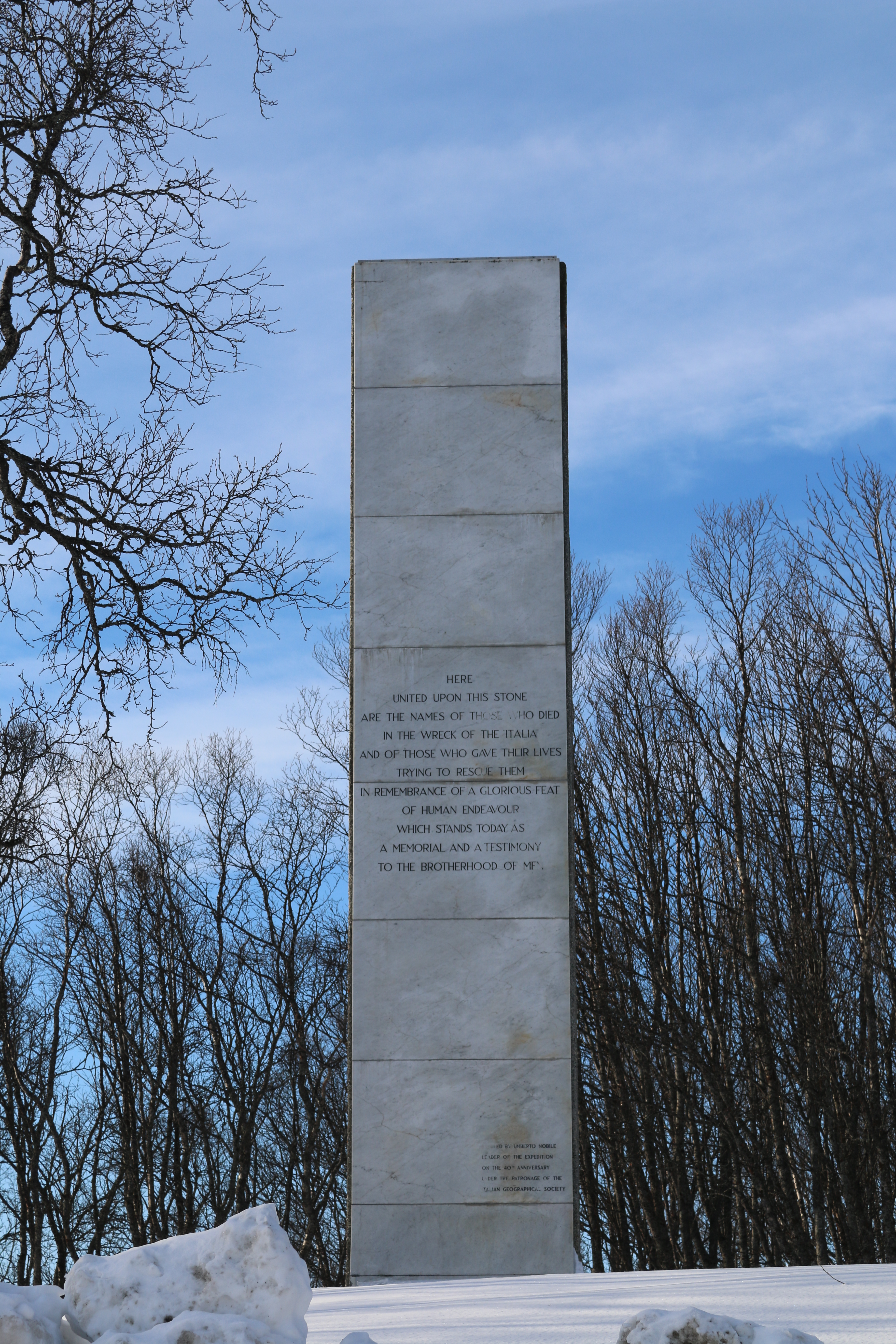
Denkmal für die Opfer des Unfalls der Italia und der Opfer der nachfolgenden Rettungsaktionen in der Telegrafbukta in Tromsø

Nach seiner erfolgreichen Überquerung des Nordpols mit dem Luftschiff N-1 Norge am 12. Mai 1926 hatte sich Umberto Nobile mit einem allerdings nicht realisierten größeren Luftschiffprojekt sowie einem Luftschiffentwurf für Japan beschäftigt. Im Sommer 1927 begann er mit der Konstruktion der N-4 Italia für eine erneute Nordpolarexpedition mit diesmal zahlreichen – hauptsächlich physikalischen – Forschungsaufgaben. Die Norge hatte lediglich durch Messungen der elektrischen Leitfähigkeit der Luft zur Erforschung des Polarlichts beigetragen.
Am 15. April 1928 begann die Italia bei Mailand ihre Fahrt zur Basisstation auf Spitzbergen. Nach einem Reparaturaufenthalt im deutschen Luftschiffhafen Seddin bei Stolp startete sie am 3. Mai 1928 wieder, um nach Zwischenlandung in Vadsø im Norden Norwegens am 6. Mai am Kongsfjord bei Ny-Ålesund auf Spitzbergen einzutreffen. Hier standen ihr ein nach oben offener Zelthangar und das Versorgungsschiff Città di Milano zur Verfügung.
Vom 13. bis 15. Mai unternahm die Italia eine erfolgreiche Forschungsfahrt zur 1600 km entfernten Inselgruppe Sewernaja Semlja. Die Fahrstrecke von fast 4000 km übertraf die der späteren Nordpolfahrt.
Zu dieser hob man am 23. Mai mit 16 Mann Besatzung und Nobiles Hund ab. Am nächsten Tag kreiste man zwei Stunden lang in einer Höhe von bis zu 150 m über dem Pol, doch starker Wind ließ eine Landung nicht zu. Eigentlich sollte eine Forschergruppe während eines geplanten Aufenthalts von einer Woche den Erdmagnetismus, die Gravitation und die Ozeantiefe messen. Stattdessen wurden nur die italienische Flagge und das schwere päpstliche Kreuz abgeworfen.
Auf der Rückfahrt geriet das Luftschiff in schlechtes Wetter. Am Morgen des 25. Mai 1928 verlor es so stark an Höhe, dass die Führergondel auf dem Packeis aufschlug und abriss, wobei der Motorbediener Pomella ums Leben kam. Neun Überlebende blieben nahe der Insel Foynøya auf dem Eis zurück, vier davon verletzt, darunter auch Umberto Nobile. Sein Hund blieb unversehrt.
Sechs Besatzungsmitglieder schwebten im Kielgerüst und den Motorgondeln mit der steuerungslosen Luftschiffhülle davon. Von ihnen wurde nie mehr eine Spur gefunden. Der tschechische Expeditionsteilnehmer František Běhounek schildert in seinem Buch Die Gestrandeten des Polarmeers, dass knapp eine halbe Stunde später von der Unfallstelle aus am Horizont eine aufsteigende Rauchsäule in der Nähe der Weißen Insel beobachtet wurde. Da dies der Windrichtung entsprach, dürfte damit der endgültige Absturz des Schiffsrestes markiert gewesen sein.
Unter den vom Luftschiff abgerissenen Gegenständen waren ein Zelt (von der Größe her für alle Gestrandeten nur sehr knapp ausreichend), eine gewisse Menge an Proviant, ein 12-mm-Revolver Marke Colt mit 100 Patronen, ein Vorrat an Streichhölzern und ein portabler Kurzwellensender (33 m Wellenlänge, 25 Watt Sendeleistung, getestete Reichweite 400 Seemeilen, 12 Volt Betriebsspannung), eine fürs Erste ausreichende Menge an Batterien und Material zum Bau eines improvisierten Antennenmastes sowie Navigationsinstrumente und diverse Werkzeuge.
Mit dem Revolver gelang es, einen in die Nähe des Lagers gekommenen Eisbären zu erlegen und damit die Vorräte erheblich zu vergrößern. Mit Hilfe der Zündhölzer dienten die hölzernen Überreste der Gondel der Zubereitung warmer Mahlzeiten. Dennoch brachen zwei italienische Besatzungsmitglieder auf, um zu Fuß Hilfe zu suchen. Ihnen schloss sich – obschon leicht verletzt – der in seinem Land sehr populäre schwedische Ozeanologe Finn Malmgren an, weil er den Italienern ohne polarerfahrene Begleitung nur geringe Überlebenschancen einräumte. Er starb unter nicht ganz geklärten Umständen, wobei jedoch davon ausgegangen wird, dass er Opfer von Kannibalismus seitens seiner Kameraden wurde.
Zum Schlüssel der Rettung wurde der Radiosender. Er überstand den Absturz (im Gegensatz zur Filmdarstellung in Das rote Zelt, siehe unten) offenbar unbeschädigt. Während die Suche nach einem Echo des offiziellen Langwellensenders der Italia nach einiger Zeit als aussichtslos eingestellt wurde, begannen sich Radioamateure auf der ganzen Welt für die Wellenlänge 33 m zu interessieren, da Zeitungen über ein solches Notgerät an Bord des Luftschiffs berichtet hatten. Es war dann auch ein Radioamateur, der junge russische Lehrer Nikolai Reinholdowitsch Schmidt (1906–1942), der in Wochma als Erster die SOS-Signale der Gestrandeten empfing und so eine gezielte Suche ermöglichte.
Bei der Rettungsaktion kam der norwegische Polarforscher Roald Amundsen ums Leben, der Nobiles erste Polarexpedition begleitet hatte. Die bislang größte internationale Suchaktion in der Arktis umfasste 18 Schiffe und 21 Flugzeuge aus Norwegen, Schweden, Finnland, Frankreich, Dänemark, der UdSSR und Italien mit insgesamt 1500 Menschen.
Der italienische Pilot Umberto Maddalena entdeckte das rote Zelt am 20. Juni, konnte aber nicht landen. Das gelang erst dem schwedischen Oberleutnant Einar Lundborg. Es herrschten optimale Bedingungen und innerhalb von zwei Tagen wollte Lundborg alle retten. Von den Verletzten wurde aufgrund der nur geringen Nutzlast zunächst der zierliche Nobile ausgeflogen. Er sollte außerdem helfen, die Rettungsaktion von der schwedischen Hilfsbasis aus zu koordinieren. Beim zweiten Flug entledigte Lundborg seine Maschine überflüssigen Gewichts, um den ebenfalls verletzten, über 100 Kilogramm schweren Cecioni transportieren zu können, kam jedoch beim Landen nicht rechtzeitig zum Stillstand und havarierte am Ende der Piste. Nachdem der unverletzte Lundborg einige Tage später durch seinen Landsmann Schyberg ausgeflogen worden war, stellte Schweden seine Rettungsaktion ein. Die letzten Überlebenden der Italia wurden nach 49 Tagen auf dem Packeis am 12. Juli von dem sowjetischen Eisbrecher Krasin gerettet.
Trotz der besonderen Umstände der Rettungsaktion – selbst Cecioni ermunterte Nobile, als Erster Lundborgs Flugzeug zu besteigen – wurde diesem später vorgeworfen, er habe sich als Kapitän frühzeitig statt zuletzt retten lassen und damit gegen eherne Grundsätze verstoßen.
Wissenschaftlich war die letzte Fahrt der Italia kein Misserfolg. Einige Ergebnisse der Arbeiten vor dem Absturz konnten gerettet werden. Außerdem wurden auch während des Wartens auf Rettung noch Experimente und Messungen durchgeführt.

## Expeditionsteilnehmer
| Name                               | Aufgabe                                  | Schicksal                                                                            |
| ---------------------------------- | ---------------------------------------- | ------------------------------------------------------------------------------------ |
| Besatzung                          |                                          |                                                                                      |
| General Umberto Nobile             | Expeditionsleiter                        | am 23. Juni von Lundborg ausgeflogen                                                 |
| Korvettenkapitän Adalberto Mariano | Erster Offizier                          | nach dem erfolglosen Versuch, Hilfe zu holen, am 12. Juli von der Krasin aufgenommen |
| Korvettenkapitän Filippo Zappi     | Steuermann                               | nach dem erfolglosen Versuch, Hilfe zu holen, am 12. Juli von der Krasin aufgenommen |
| Leutnant Alfredo Viglieri          | Steuermann, Hydrograph                   | am 12. Juli von der Krasin aufgenommen                                               |
| Felice Trojani                     | Ingenieur                                | am 12. Juli von der Krasin aufgenommen                                               |
| Natale Cecioni                     | leitender Techniker                      | am 12. Juli von der Krasin aufgenommen                                               |
| Unterleutnant Ettore Arduino       | leitender Maschinist                     | verschollen                                                                          |
| Wachtmeister Attilio Caratti       | Maschinist                               | verschollen                                                                          |
| Vincenzo Pomella                   | Maschinist                               | beim Absturz getötet                                                                 |
| Calisto Ciocca                     | Maschinist                               | verschollen                                                                          |
| Renato Alessandrini                | Takler                                   | verschollen                                                                          |
| Giuseppe Biagi                     | Funker                                   | am 12. Juli von der Krasin aufgenommen                                               |
| Wissenschaftler                    |                                          |                                                                                      |
| František Běhounek                 | tschechischer Physiker                   | am 12. Juli von der Krasin aufgenommen                                               |
| Finn Malmgren                      | schwedischer Meteorologe und Ozeanograph | bei dem Versuch, Hilfe zu holen, auf dem Marsch nach Spitzbergen gestorben           |
| Aldo Pontremoli                    | italienischer Physiker                   | verschollen                                                                          |
| Berichterstatter                   |                                          |                                                                                      |
| Ugo Lago                           | Journalist                               | verschollen                                                                          |
| weitere Teilnehmer                 |                                          |                                                                                      |
| Francesco Tomaselli                | Journalist                               | auf der Nordpolfahrt nicht an Bord                                                   |
| Ettore Pedretti                    | Funker                                   | auf der Nordpolfahrt nicht an Bord                                                   |

## Technische Daten
- Länge: 104,00 m
- Breite: 18,50 m
- Höhe: 19,60 m
- Volumen: 18.500 m³
- Antrieb: 3 Maybach-IV-L-Luftschiffmotoren je 245 PS (Maybach-Motorenbau)
- Marschgeschwindigkeit: 97 km/h
- Höchstgeschwindigkeit: 117 km/h

## Rezeption

### Rundfunk
Die Suche nach den Überlebenden des Italia-Unglücks wurde in einem Hörspiel von Friedrich Wolf verarbeitet. Das Stück mit dem Titel SOS … rao rao … Foyn – „Krassin“ rettet „Italia“ wurde 1929 von der Funk-Stunde Berlin vertont und ist das älteste, vollständig erhaltene Hörspiel in deutscher Sprache.

### Kino
Das Italia-Unglück war u. a. Vorlage für den mit Sean Connery, Claudia Cardinale und Mario Adorf besetzten sowjetisch-italienischen Film Das rote Zelt (Krasnaja palatka – 1969).

### Fernsehen
1967 wurde das Italia-Unglück vom ZDF unter dem Titel „Nobile – Sieben Wochen auf dem Eis“ als Zweiteiler verfilmt. In den Hauptrollen spielten Günter Mack als Nobile, ferner Claus Biederstaedt, Volkert Kraeft und Günter Strack.